# 伯国
春秋戰國時代的秦國、鄭國、曹國等國的君主就是伯爵，如秦穆公和鄭文公也分別稱為秦伯和鄭伯。
在歐洲，伯国是君主的爵位和稱號為伯爵的國家，其君主在的主權獨立國家稱為伯爵陛下，非主權獨立的領地則稱為伯爵殿下；而大部分都是非主權獨立的伯爵領地僅有頭銜而已。安茹伯國的君主的頭銜就稱為安茹伯爵，馬克伯國的領主稱為馬克伯爵跟奧地利大公國的君主稱號為大公是一樣的。